# 2018年安德烈亚诺夫群岛地震
2018年安德烈亚诺夫群岛地震是指2018年8月15日发生于安德烈亚诺夫群岛的强烈地震。该地震震中位于北纬51.435度、西经178.054度，地震规模为MW 6.6级、Ms 6.6级，震源深度约为20千米。本次地震已被列入美国地质勘探局2018年显著地震列表。

## 构造背景
由于安德烈亚诺夫群岛是太平洋板块和北美板块的聚合板块边缘，其所处的位于环太平洋地震带之上的阿留申海沟是世界上最活跃的地震带之一。该海沟从西部的库里尔列岛一直延伸至东部的亚库塔特，每一端都存在着转换断层。在2018年安德烈亚诺夫群岛地震前，该地曾发生过矩震级高达8.6的大地震，还曾于2007年发生过一次7.2级的地震。

## 参数测定
美国地质勘探局测定，2018年安德烈亚诺夫群岛地震发生于塔纳加火山以南50千米处（北纬51.435度、西经178.054度），地震规模为MW 6.6级、Ms 6.5级、ML 6.4级，震源深度约为20千米。中国地震台网测定，本次地震发生于北纬51.49度、西经177.98度，所测定的面波震级略高，为6.6级。另据欧洲和地中海地震中心测定，本次地震震中位于北纬51.51度、西经178.04度，震源深度约为40千米。

## 震害情况
由于2018年安德烈亚诺夫群岛地震的震级达到了可触发海啸的限度，所以在地震发生后不久有专家指出这次地震可能会引发规模较小的海啸。然而，在地震发生10分钟后，美国国家海洋和大气管理局发布公告称本次地震不会引发海啸。阿拉斯加州有居民反馈，受到这次地震影响，家里的吊灯摇晃了长达二十多秒之久。由于震中距100千米以内范围内无常住居民，距离阿拉斯加州最大城市安克雷奇超过1200千米，因此本次地震也未造成人员伤亡和太多损失。